# Bedburger Mühle

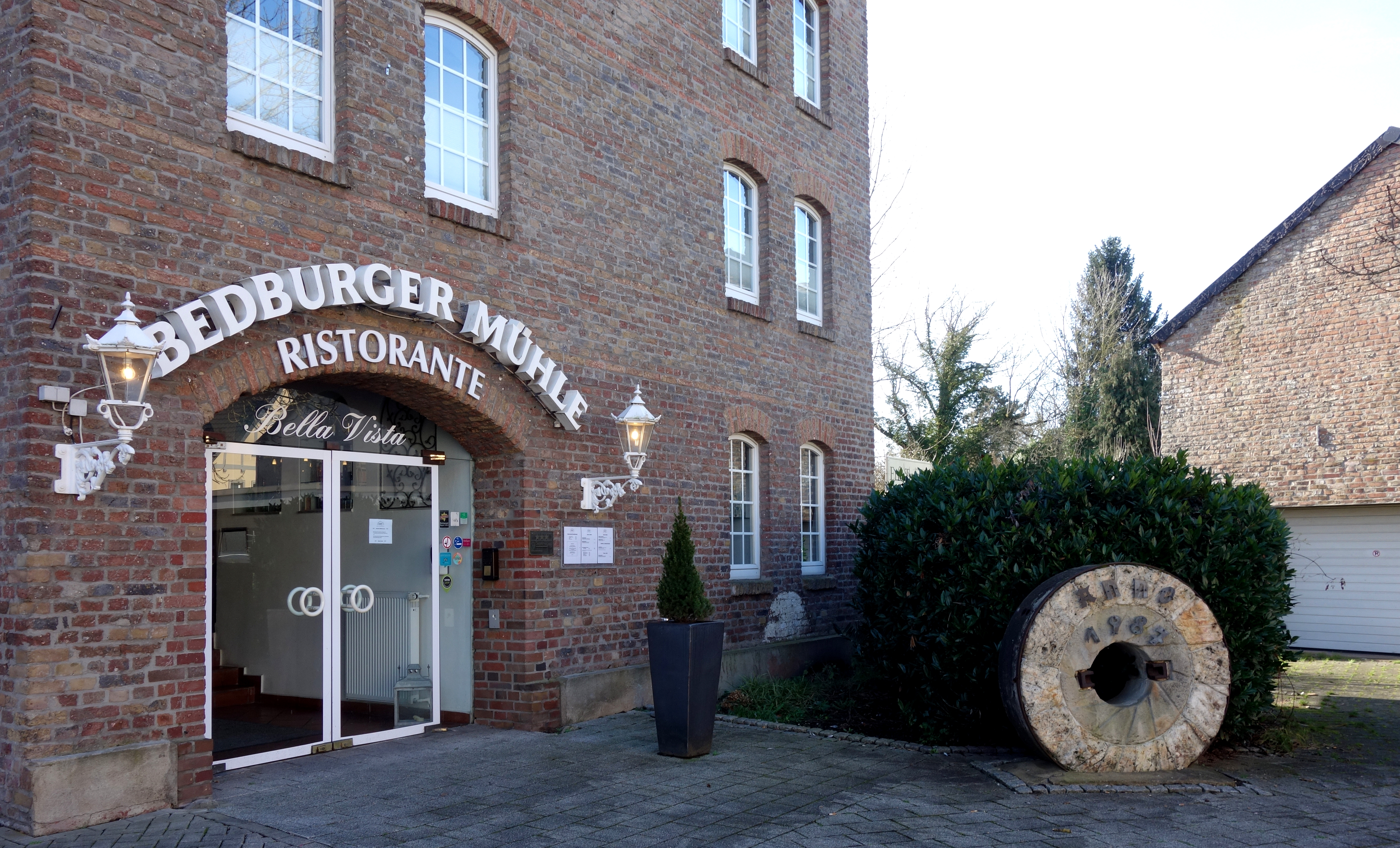
Bedburger Mühle

Die Bedburger Mühle ist eine ehemalige Wassermühle in der Stadt Bedburg im Rhein-Erft-Kreis in Nordrhein-Westfalen. Sie befindet sich gegenüber dem Schloss Bedburg.

## Geschichte und Beschreibung

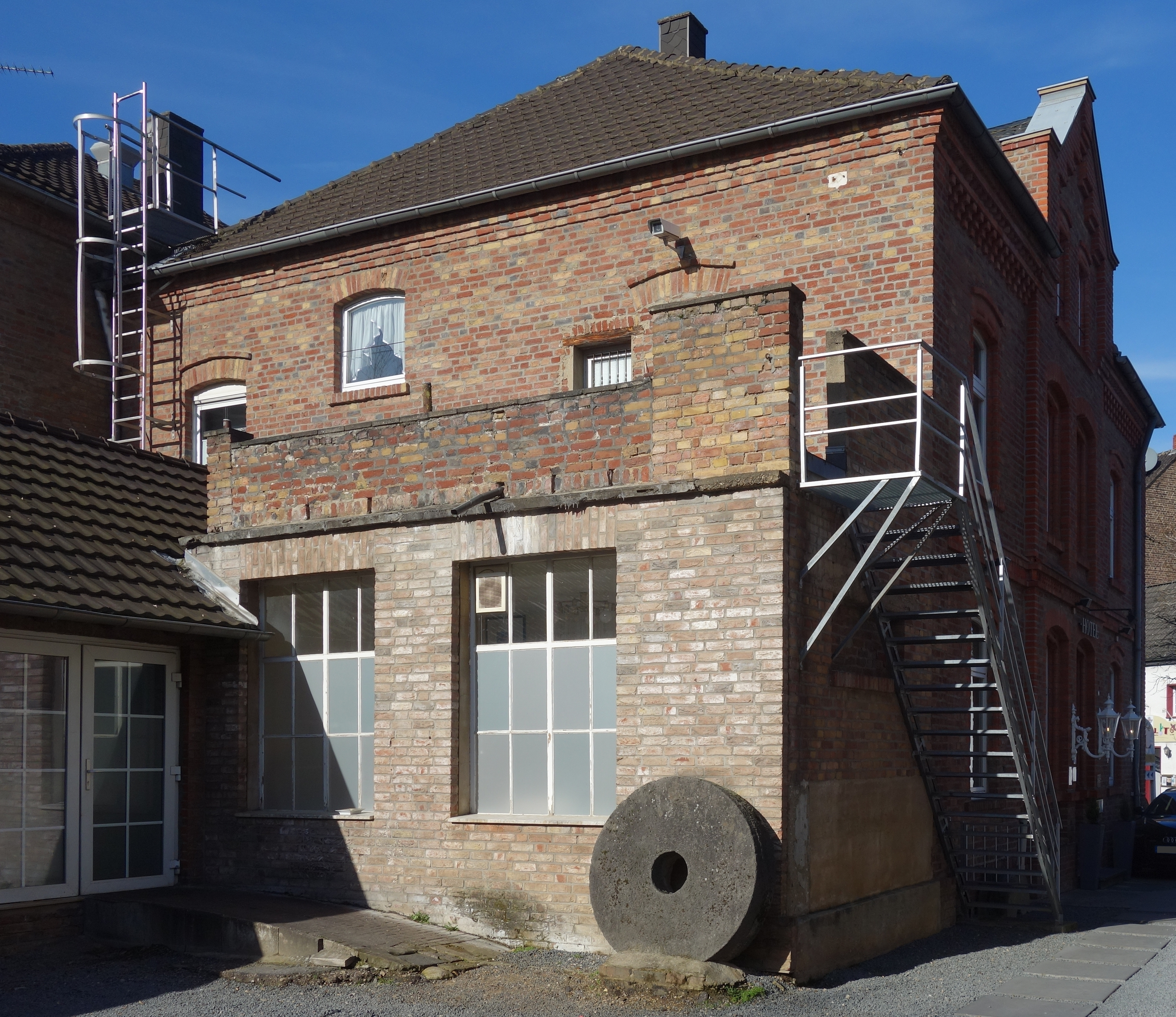
Hofansicht

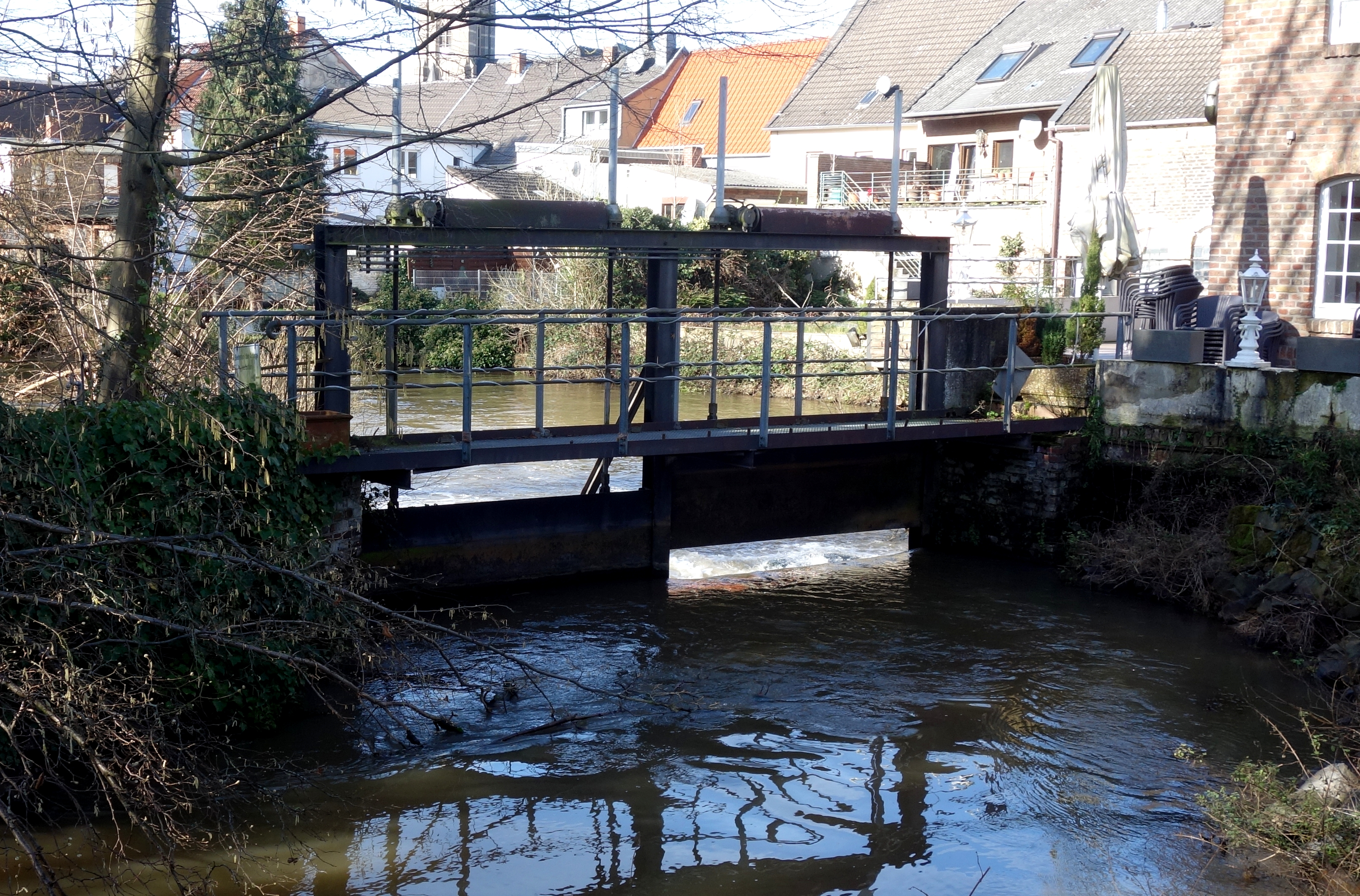
Stauwehr an der Mühlenerft

Die Bedburger Mühle wurde 1291 erstmals urkundlich erwähnt. Die heutigen Mühlengebäude wurden um die Mitte des 19. Jahrhunderts in Backsteinbauweise errichtet. 1918 erfolgte die Wassermühlensignatur in der topografischen Karte. 1964 wurde die Mühle stillgelegt.
In den 1980er Jahren fand eine umfassende Sanierung statt. 1987 wurden die Räumlichkeiten der ehemaligen Mühlengebäude zu einem Restaurant mit Hotel umgebaut. Die frühere Inneneinrichtung samt der alten Mühlentechnik ist zwar nicht mehr vorhanden, jedoch zeugen die noch erhaltene Mühlenwehranlage und eine von der Restaurant-Terrasse sichtbare Staustufe in der Mühlenerft sowie eine Reihe von Mühlsteinen auf dem Gelände von der Historie der Bedburger Mühle. Einer der Mühlsteine trägt die Jahreszahl 1987 des Umbaus und ist im Eingangsbereich des Restaurants aufgestellt.
Die Bedburger Mühle gilt als bedeutendes Merkmal des historischen Kulturlandschaftsbereiches Bedburg.